# Федериђи (Лука)
Федериђи је насеље у Италији у округу Лука, региону Тоскана.
Према процени из 2011. у насељу је живело 110 становника. Насеље се налази на надморској висини од 5 м.